# Everett Bradley
Everett Lewis Bradley, född 19 maj 1897 i Cedar Rapids i Iowa, död 25 juli 1969 i Wichita i Kansas, var en amerikansk friidrottare.
Bradley blev olympisk silvermedaljör i femkamp vid sommarspelen 1920 i Antwerpen.